# 金大奶奶
《金大奶奶》，台灣知名文學家白先勇所寫之第一篇小說，發表於民國47年（1958年），是一齣邪惡欺壓良善的悲劇。
故事中雖以金大奶奶為主角，但實際上表達的正是傳統中國那些吭不了聲的婦女之寫照，小說寫封建主義的倫理信條下的傳統悲劇。

## 內容大意
金大奶奶是一名小有田產的寡婦，受金大先生甜言蜜語的欺騙，兩人先私通，後成婚。婚後，金大先生原形畢露，不僅私吞了金大奶奶的田產，而且對她百般凌虐。在她度日如年的歲月中，金大先生又公然帶一名妓女到家中結婚。再結婚盛大儀式的同時，金大奶奶亦服毒自殺。